# Amphinema
Amphinema P. Karst. (strzępkobłonka) – rodzaj grzybów z rzędu błonkowców (Atheliales).

## Charakterystyka
Grzyby kortycjoidalne o owocniku błonkowatym, rzadko błoniastym, hymenofor gładki lub delikatnie zamszowy ze względu na wystające cystydy, brzeg zwykle z ryzomorfami. System strzępkowy monomityczny, strzępki żółtawe, mniej lub bardziej cienkościenne, luźno splecione, ze sprzążkami (u Amphinema angustispora z przegrodami bez sprzążek), zwykle inkrustowane. Leptocystydy cylindryczne, wystające, ze sprzążkami, nieco grubościenne, żółtawe, pokryte drobnymi granulkami. Podstawki maczugowate, z 4 sterygmamii i sprzążką bazalną. Bazydiospory elipsoidalne (u Amphinema angustispora wrzecionowate), gładkie, nieco grubościenne, szkliste, nieamyloidalne, niedekstrynoidalne, wybarwiające się w błękicie bawełnianym, ale niezbyt cyjanofilne.
Badania molekularne Larssona i in. (2004) wykazały związek między Amphinema byssoides i Athelia, Athelopsis, Byssorticium, Tylospora i Piloderma, potwierdziły to również badania Larssona (2007).

## Systematyka i nazewnictwo
Pozycja w klasyfikacji: Atheliaceae, Atheliales, Agaricomycetidae, Agaricomycetes, Agaricomycotina, Basidiomycota, Fungi (według Index Fungorum).
Synonim naukowy Diplonema P. Karst.
Polską nazwę podał Władysław Wojewoda w 2003 r.
Gatunki
- Amphinema angustispora P. Roberts 2001
- Amphinema arachispora Burds. & Nakasone 1981
- Amphinema byssoides (Pers.) J. Erikss. 1958 – strzępkobłonka włóknista
- Amphinema diadema K.H. Larss. & Hjortstam 1986 – strzępkobłonka tatrzańska

Wykaz gatunków i nazwy naukowe na podstawie Index Fungorum. Nazwy polskie według Władysława Wojewody.